# Nacismus

Vlajka Třetí říše, symbol nacistické ideologie

Nacionální socialismus (německy Nationalsozialismus), zkráceně nacismus, je krajně pravicová totalitní ideologie, forma fašismu, oficiálně uplatňovaná diktaturou v Německu v letech 1933–1945 (tzv. Třetí říše) prostřednictvím Národně socialistické německé dělnické strany (Nationalsozialistische Deutsche Arbeiterpartei, NSDAP) vedené Adolfem Hitlerem.
Ottova encyklopedie uvádí pro heslo nacismus (národní socialismus), že jde o totalitní ideologii založenou na vypjatém nacionalismu, rasismu, prvcích socialismu, militarismu a antisemitismu. Richard J. Evans ohledně slova „socialismus“ v názvu argumentuje, že reálná politika nacistů a jejich postoje neměly se socialismem v tradičně levicovém pojetí nic společného.
Neonacismus je souhrnné označení pro krajně pravicová hnutí v různých zemích inspirujících se nacismem. Slovo nacismus a odvozené se také používají jako pejorativní označení přirovnávající kritizovaného k hitlerovskému Německu, např. v internetových diskusích.

## Charakteristika a vývoj nacismu
Nacismus vznikl spojením koncepce fašistického státu (zahrnující vůdcovský princip) a rasistických teorií o nadřazenosti árijské rasy a o pokroku skrze konflikt mezi vyšší a nižší rasou, řešený podrobením či likvidací nižší rasy. Nacistická ideologie dále čerpá z antikapitalistického socialismu, přivlastňuje si prvky kolektivismu či sociální demagogie (vyhovující nižším vrstvám), antibolševismu (vyhovující vyšším vrstvám), nacionalismu (umožňující získat podporu konzervativních sil) a antisemitismu. Filosofická podstata nacismu obsahuje prvky výrazného iracionalismu, okultismu a esoterismu.[zdroj⁠?!] Ottova encyklopedie uvádí pro heslo nacismus (národní socialismus), že jde o totalitní ideologii založenou na vypjatém nacionalismu, rasismu, prvcích socialismu, militarismu a antisemitismu. 

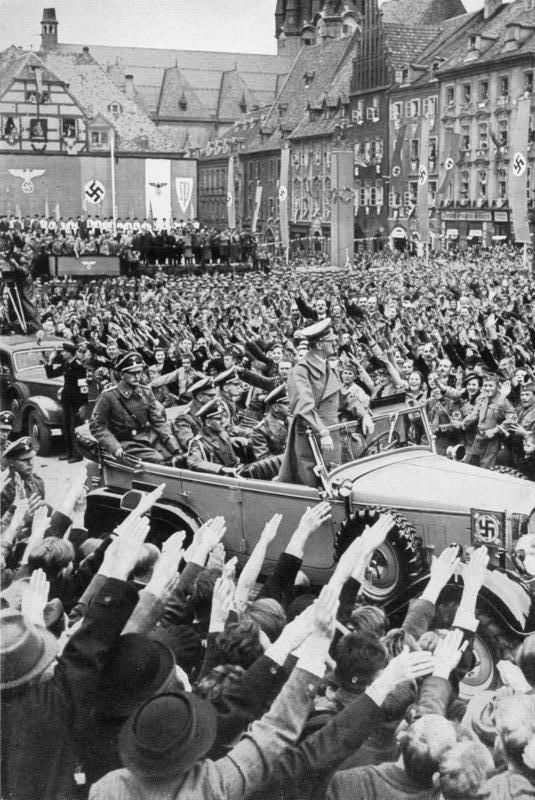
Sudetští Němci v Chebu vítají nacistickým pozdravem vůdce NSDAP Adolfa Hitlera

Mezi nejvýznamnější nacistické teoretiky lze zařadit Rudolfa Junga – autora názvu této ideologie a knihy Der Nationale Sozialismus, Ernsta Hubera a Adolfa Hitlera. Během svého pobytu ve vězení roku 1924 napsal Hitler autobiografii Mein Kampf, ve které definoval některé klíčové vlastnosti nacistické ideologie.
Program národních socialistů z roku 1920 obsahoval řadu dvojznačných prvků jako zrušení bezpracných příjmů, konfiskaci válečných zisků, znárodnění monopolů, rozdělení zisků z monopolů, rozsáhlou podporu ve stáří, znárodnění obchodních domů, konfiskace půdy pro veřejné účely bez náhrady, zrušení úroků za pozemkové půjčky, podpora nadaných dětí chudých rodičů, povinné cvičení a sport atp. O nich však není snadné rozhodnout, zda mají být interpretovány socialisticky nebo spíše jako projev úcty k archaickým hodnotám, jako inspiraci předmoderními, zejména antickými společnostmi. Od tradičních forem socialismu – značně internacionálního postoje – odlišoval národní socialismus vypjatý nacionalismus. Dle Hitlerova Mein Kampfu: „V rudé vidíme socialismus našeho hnutí, v bílé myšlenku nacionalismu a ve svastice poslání boje za vítězství árijského člověka.“  Hitler chtěl však zničit marxismus a tvrdil, že mezi marxismem a socialismem existují rozdíly. Sám však roku 1934 připustil, že: „Národní socialismus převzal od každého z obou táborů samotnou myšlenku, která ho charakterizuje – národní odhodlání z buržoazní tradice a vitální, tvůrčí socialismus z marxistického učení.“ 
Po roce 1933, kdy se NSDAP dostala k moci a Adolf Hitler se stal říšským kancléřem, nacistická strana plně podpořila fašistickou koncepci vytvořením absolutní moci státu a vůdce (Führera), rasovou politiku a agresivní zahraniční politiku. Ta nakonec byla příčinou druhé světové války. Po uchopení moci zůstala část hospodářství v soukromých rukou, ale pod státní kontrolou v podobě čtyřletých plánů (napodobenina sovětských pětiletek). Byla zavedena sociální opatření a podporován rovnostářský a polovojenský národní étos. Hitler sám razil heslo: rovnost všech rasových Němců. Legální rozdíl mezi dělníkem a úředním stavem byl zrušen a docházelo ke glorifikaci dělníka. Po roce 1939 došlo k socializaci hospodářství a zavedení centrálního plánování.
Pronikání nacionalistických prvků do socialistického myšlení pomohl i marxista Werner Sombart, který považoval válku Německa s Británií za nevyhnutelnou. Válečnický národ Němců, dle Sombarta, musí porazit anglickou obchodnickou civilizaci. Jednotlivec by měl, podle Sombarta, obětovat své štěstí i život životu státu a lidu.
Nacismus byl po skončení druhé světové války postaven mimo zákon, jeho ideologie však stále přežívá, nebo je dokonce obnovována (viz neonacismus).

## Politika NSDAP

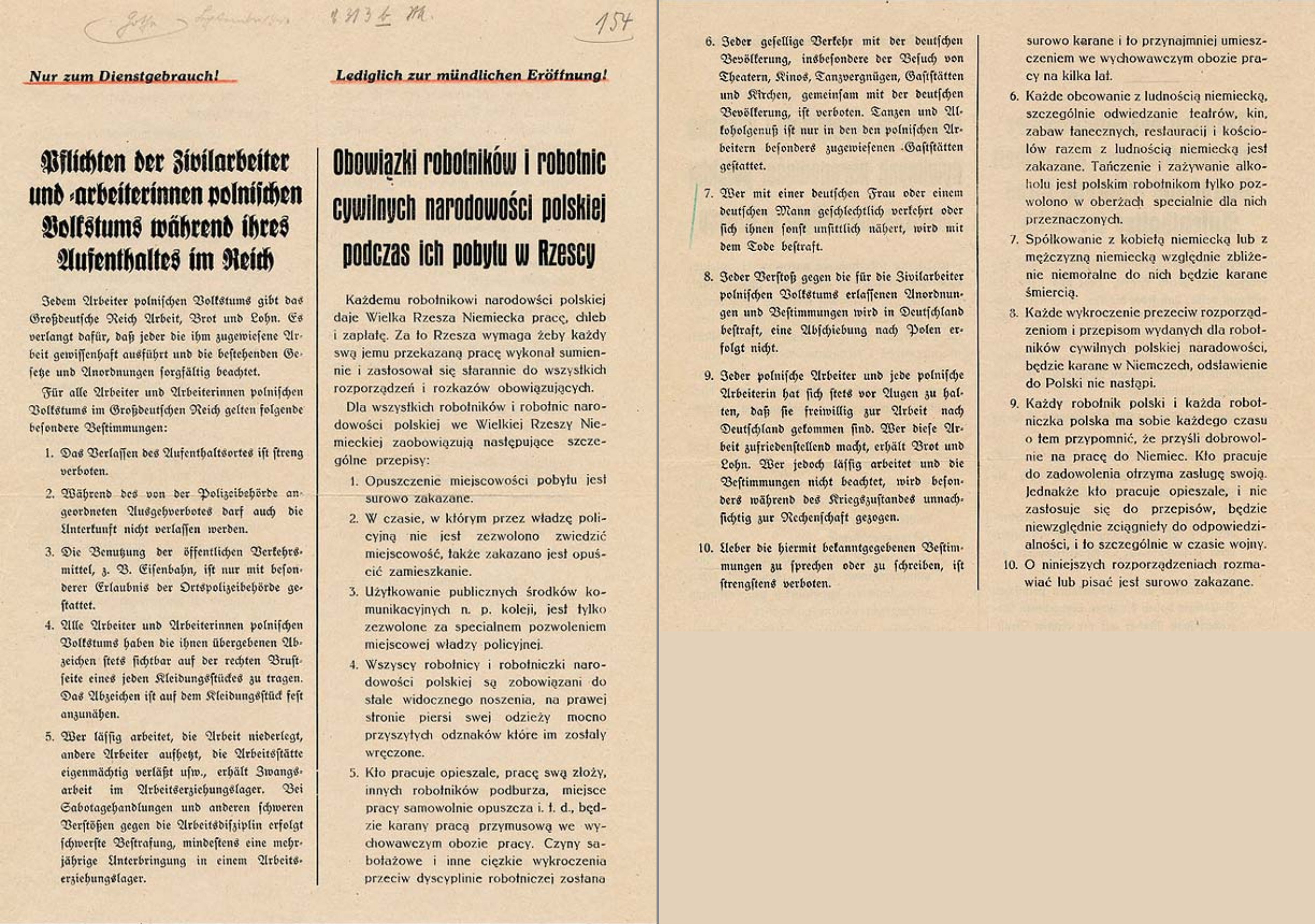
Plakát z roku 1940: Hrozba trestu smrti pro nuceně nasazené polské muže a ženy za pohlavní styk s Němci

### Sociální politika
Socialistické kořeny NSDAP reprezentovala v počátcích hnutí nejzřetelnější skupina okolo bratrů Otty Strassera a Gregora Strassera, která požadovala vyvlastnění velkých podniků a nesouhlasila s Hitlerovou ekonomickou politikou, která byla spíše středová. Hitler jistou dobu s touto skupinou spolupracoval (zpočátku mu ani nic jiného nezbývalo, protože byla mocnější než jeho vlastní frakce), poté, co dosáhl převahy (1926) ji ještě nějakou dobu toleroval, nakonec však nechal Strassera a jeho nejbližší ze strany vyloučit (1930). Otto Strasser poté založil stranu Revolučních národních socialistů. K levicově orientovaným nacistům Strasserovy skupiny patřil původně i Joseph Goebbels, který ji však v roce 1926 opustil a připojil se k Hitlerově skupině (nicméně některé názory si udržel).
Roku 1923 osvětlil Hitler v interview s Georgem Sylvesterem Viereckem své vnímání komunismu a socialismu. „Komunismus není Socialismus. Marxismus není socialismus. (…) Socialismus je antický Aryan, germánská instituce. Naši germánští předci drželi jistou půdu dohromady. Oni kultivovali ideu veřejného blaha. (…) Socialismus na rozdíl od marxismu nezavrhuje soukromé vlastnictví. Na rozdíl od marxismu nezahrnuje popření osobnosti a na rozdíl od marxismu je patriotický.“ Prohlašoval, že klidně by svou stranu mohl nazvat i Liberální strana. Hitler také říkal, že plně podporuje soukromé vlastnictví a že základem je soukromá iniciativa, kterou je nutno podporovat.
Hitler sám razil heslo, že rasy jsou si nerovné, rovnost liberálního stylu je židovským vynálezem a že rovnost Němců spočívá „ve formě, jakou jednotlivec plní své povinnosti.“ Byla zavedena sociální opatření a podporován socialistický a rovnostářský národní étos s výjimkou těch, kteří byli neárijské krve. Hitler sám razil heslo: rovnost všech rasových Němců. Legální rozdíl mezi dělníkem a úředním stavem byl zrušen a docházelo ke glorifikaci dělníka. Ve skutečnosti po nástupu nacismu dělníkům byla omezována jejich práva a informovanost a byla posilována práva zaměstnavatelů.
Podobné tendence se vyskytly i ve fašistické Itálii, kde došlo k zákazu stávek veřejných zaměstnanců a stávek s politickými cíli a fašistické odborové svazy byly prohlášeny za jediné legální zástupce zaměstnanců, a v Sovětském svazu: „Uvážíme-li pramálo dobrovolný charakter práce kolchozníků a omezení, jakým byli vystaveni sovětští dělníci, lze vyslovit pochybnosti o tom, že se tu rodil nový, nejsvobodnější společenský řád na světě. Logika modernizace (…) musela vést k státně monopolistickému zacházení s pracovními silami a s jejich sociálními podmínkami.“
Dle Jiřího Hájka Hitler: „…sociální složku svého učení (vytvoření zdravých sociálních poměrů) převzal tak, jak stojí a leží od zakladatele křesťanskosociálního hnutí dr. Luegera, přičemž však Luegera ‚zdokonalil‘ tím, že z jeho koncepce sociální otázky důsledně vymýtil všechny křesťanské motivace. Ty nahradil nacionalisticko-antisemitským programem další jím uznávané autority, George von Schönerera, zakladatele ‚Všeněmeckého hnutí‘ a hnutí ‚Pryč od Říma‘.“

### Ekonomická politika
V Německu došlo k: „…politice plné zaměstnanosti od roku 1933 a k hospodářské politice centrálního řízení hospodářského procesu po roce 1936.“. Přičemž rozdíl například oproti Sovětskému svazu byl:  „Centrálně administrativní řízení hospodářského procesu může sice být spojeno s kolektivním vlastnictvím, jak je tomu v Rusku od roku 1928, toto spojení však není nutné. V Německu (…) převládalo dále soukromé vlastnictví výrobních prostředků, zemědělské a průmyslové podniky nadále patřily převážně soukromým osobám a společnostem. Soukromí vlastníci ale mohli s výrobními prostředky nakládat jen v omezeném rozsahu. (…) Hospodářské mocenské organizace, soukromé i veřejnoprávní, se navzájem prolnuly (…) Německý i ruský hospodářský řád z roku 1942 by potom byl řádem, v němž dominovaly monopoly ve všech výrobních odvětvích.“ Nacismus nerušil soukromé vlastnictví a byl od začátku podporován německými velkoprůmyslníky. Soukromé firmy měly čerpat velké zisky i z de facto zavedeného otrokářství. S nacismem spolupracovali a sympatizovali také zahraniční multimilionáři, jako například Henry Ford, kteří mu vyjadřovali dlouhou dobu otevřenou podporu. Mnoho dnešních velmi známých soukromých firem (Siemens, Krupp, AEG, I. G. Farben atd.) získalo svou velkou pozici soukromým podnikáním v nacistickém Německu. Ve skutečnosti nucená práce však byla daleko od financování soukromých firem, byla to redistribuce od zotročených Židů, Poláků, Ukrajinců a jiných ke státu jako celku. 60 až 70 % mezd placených této nucené práci firmami bylo odvedeno státu. Mezi lety 1941 až 1945 to bylo 13 miliard říšských marek.  Jiný pramen uvádí, že pracovní nasazení vězňů řídil státní úřad hlavní hospodářské správy SS, jenž průmyslu účtoval mezi třemi a šesti markami za vězně a den – vzhledem k podprůměrnému pracovnímu výkonu vězňů mnohé podniky tyto částky odmítaly jako přehnané.
Po uchopení moci zůstala velká část hospodářství v soukromých rukou, ale pod státní kontrolou v podobě čtyřletých plánů. Občas se uvádí, že šlo o napodobeninu pětiletek ze SSSR, ale ty byly v plně zestátněné ekonomice, které fungovala úplně jinak. To se netýkalo první sovětské pětiletky (od roku 1928), protože kolektivizace vesnice byla dovršena teprve v průběhu let 1930 až 1931. Ekonomika Sovětského svazu a ekonomika v zemích střední a východní Evropy po roce 1947 byly řízeny v letech 1947 až 1949 pomocí jednoletých až trojročních plánů obnovy, které se staly základem pro pozdější centrální plánování chodu celých ekonomik v podobě pětiletých plánů. V některých těchto zemí (Polsko a Maďarsko) zůstala zachována možnost mít soukromou živnost a také samostatně hospodařit v zemědělství. Pouze však v NDR existovalo významné soukromé vlastnictví části výrobních faktorů až do roku 1972, kdy bylo znárodněno 2 568 soukromých podniků a 5 600 podniků se státní účastí. Dříve se tyto podniky podílely na výrobě textilních výrobků 25 %, obuvnického a kuřáckého zboží 30 % a krejčovských potřeb 40 %. Existoval zde například soukromý textilní a potravinářský průmysl.
Zasahování státu do ekonomiky jen v případě potřeby řešení ekonomických a sociálních problémů – takzvaná direktivní ekonomika, podobná současné smíšené ekonomice. Skutečnost však byla jiná a v době vlády nacionálních socialistů v Bavorsku: „Hospodářský rozmach nepřinášel jen pozitivní nálady, neboť státní úřady také svévolně likvidovaly soukromý majetek. Před vypuknutím války tak naprostá většina bavorských průmyslníků vlastnila jen podílová práva svých továren, již však neovládala výrobu.“ V (celém) Německu socializace hospodářství postoupila tak, že sice: „…převládalo dále soukromé vlastnictví výrobních prostředků, zemědělské a průmyslové podniky nadále patřily převážně soukromým osobám a společnostem. Soukromí vlastníci ale mohli s výrobními prostředky nakládat jen v omezeném rozsahu.“Posudky o přijetí do NSDAP braly také v potaz postoje k dělnictvu. Někteří podnikatelé se také podíleli na odboji proti nacismu.
Došlo k omezení zahraničního obchodu, upřednostnění ovládnutí nového trhu před přizpůsobením se mu.
Nacismus – ekonomická politika
Nacionálně socialistický podobně jako sovětský systém socialismu spočívaly na tom faktu, že vláda má plnou kontrolu nad výrobou. Rozhoduje, co bude vyráběno a jak. Přiděluje každému jedinci podíl spotřebního zboží pro jeho spotřebu. Ale je zde rozdíl mezi těmito dvěma systémy – ačkoliv se netýká podstaty rysů socialismu. Sovětský model socialismu je čistě byrokratický. Všechna ekonomická podnikání jsou odděleními vlády, podobně jako správa armády a poštovního systému. Každá továrna, obchod nebo farma stojí ve stejném vztahu k nadřízené centrální organizaci, jako poštovní úřad k ministerstvu pošty. Nacistický model se lišil od sovětského v tom, že (zdánlivě a nominálně) udržuje soukromé vlastnictví způsobu produkce a drží si vzezření řádných cen, mezd a trhů. Nicméně zde nejsou již dále podnikatelé, ale jen vedoucí závodů (Betriebsführer). Tito obchodní vedoucí provádějí nákupy a prodeje, platí pracovníky, dělají dluhy, a platí úroky a amortizaci. Neexistuje zde pracovní trh; mzdy a platy jsou určeny vládou. Vláda říká obchodním vedoucím, co a jak produkovat, za jakou cenu a od koho nakupovat, za jakou cenu a komu prodávat. Vláda předpisuje komu a za jakých podmínek kapitalisté musí svěřit svoje fondy a kde a za jaké mzdy musí pracující pracovat. Tržní směna byla jen klam. Všechny ceny, mzdy a míry úroků byly určeny centrální autoritou. Byly cenami, mzdami a úrokovými měrami jen, co do vzhledu; v realitě byl jenom tendencemi v kvantitativních popisech vládních příkazů. Vláda, ne spotřebitelé, řídila produkci. To je socialismus s vnějším vzezřením kapitalismu. Některá označení kapitalistické tržní ekonomiky zůstaly, ale znamenají něco zcela jiného než to, co znamenají v opravdové tržní ekonomice.
I zemědělství bylo podrobeno všezahrnující moci státu. Byl zaveden nově centralizovaný odbyt produktů (od roku 1933) organizovaný RNS (Reichsnährstand), zamýšlený jako opatření ke zvýšení výnosů. Na venkově však budil značný neklid. Výsledkem nacionálně socialistické zemědělské politiky byl agrární producent svázaný sítí paragrafů diktujících předepsané plodiny, regulované ceny a garantovaný odběr. Říšský ministr výživy a zemědělství R. W. Darré převzal vedení 40 tisíc zemědělských družstev a koncem května 1938 kontrolu nad všemi zemědělskými organizacemi.

### Financování a podpora průmyslníky
Ačkoliv byla finanční podpora podnikatelských kruhů zanedbatelná jako faktor v úspěchu NSDAP před rokem 1930 a nebyla důležitá ani potom, průmyslníci si začali všímat NSDAP jako důležité síly v destrukci parlamentního systému. Průmyslníci se měli se stávat vlivnými zejména v letech 1932–1933 v přesvědčování Hindenburga, že Hitler by mohl být v tomto projektu nějak užitečný. Dle historika Wernera Masera je tvrzení, že těžký průmysl a velkostatkáři dostali k moci jak fašistickou diktaturu Mussoliniho v Itálii, tak i Adolfa Hitlera v Německu, aby na jedné straně zbudovali valy proti nebezpečí bolševické revoluce a na druhé straně zároveň vytvořili expanzní možnosti pro vlastní produkci, otřepanou frází, která pramení z nedostatečných detailních znalostí. Takhle situaci líčily (bez důkazů) například výmarské propagandistické letáky sociální demokracie, například v Mnichově vydávané Thomasem Wimmerem.  Podnikatel Fridrich Flick poslal nacionálním socialistům jen 2,8 % peněz, které vydal na politické účely. S 50 000 markami od Flicka, 250 000 od koncernu IG-Farben a částkou nacházející se někde mezi, kterou daroval průmysl z Porúří v roce 1931, se toho nedalo mnoho počít. Kdyby byl býval Hitler neměl k dispozici měsíční příspěvky od tehdy zhruba 800 000 členů, nebyl by s největší pravděpodobností ve volném souboji sil schopný konkurence. Gustav Krupp bývá považován za velkoprůmyslníka Hitlerovi obzvláště nakloněnému, ale na konci roku 1932 nebyl ochoten se ani zasadit u Hindenburga svým jménem pro Hitlera jako kancléře. Dary věnované politickým stranám v období výmarské republiky představiteli průmyslu a hospodářství byly nakonec směřovány proti Hitlerovi a NSDAP.

### Rasová politika

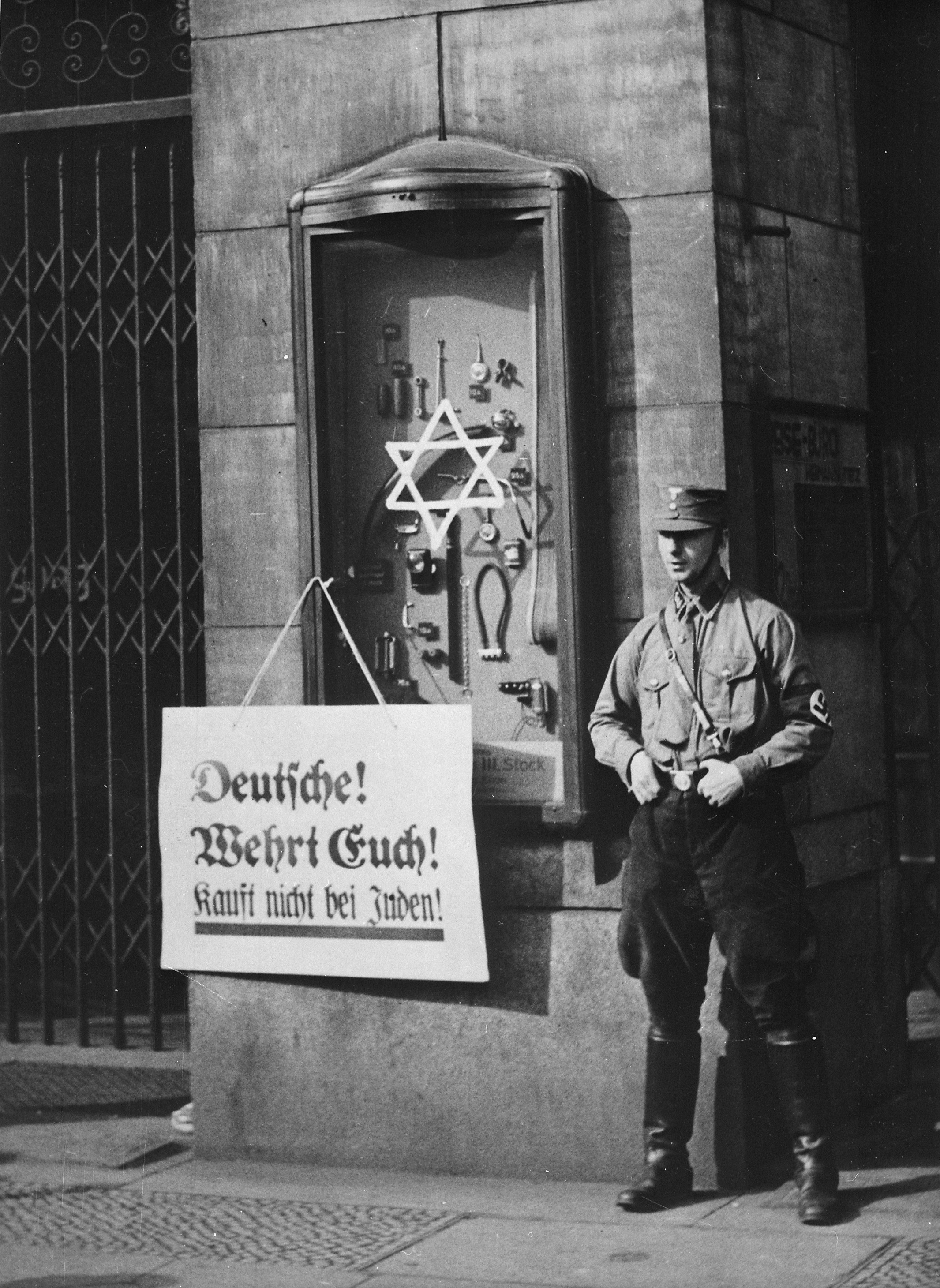
Antisemitizmus, 1. duben 1933 Překlad německého textu: „Němci! Nedejte se! Nekupujte u Židů!“. V reakci na německý Ermächtigungsgesetz (zákonnou platformu omezující práva židovských obchodníků) začali i Židé podobným způsobem bojkotovat německé zboží; britský Daily Express na to reagoval: „Židé vyhlásili Německé říši válku!“

Jednou zvláštností nacismu bylo členství jednoho jedince ve straně – Emil Maurice, člen SS a vášnivý antisemita, byl sám původem žid. Díky Hitlerově protekci však mohl ve straně zůstat, když byly jeho kořeny odhaleny.
- Sociální darwinismus.
- Antislavismus a antisemitismus, který nakonec vyústil v holokaust.
- Teorie nadřazenosti árijské (germánské, nordické) rasy, teorie nadčlověka (nejedná se přímo o nadčlověka ve významu uváděném Nietzschem, ale o vizi přizpůsobenou lépe potřebám nacismu).
- Uplatňování tzv. rasové hygieny, což značí genocidu, viz např. Konečné řešení židovské otázky nebo Generalplan Ost.

### Územní nároky
Obnovení německých hranic v rozsahu před rokem 1914, obnovení svrchovanosti německé říše.

## Řazení nacismu v pravolevém spektru
Nacismus je řazen mezi ultrapravicové směry. Tento náhled z politologického hlediska zdůvodnil už Hitlerův současník Konrad Heiden. Vyplývá rovněž z toho, jaké politické strany během své cesty k moci nacismus využíval jako své spojence a představitele jakých politických proudů přednostně potíral a likvidoval. Zatímco konzervativní nacionalisty, sympatizanty předválečné monarchie a klerikály nacisté využili při převzetí moci roku 1933 v koaliční spolupráci či se je i během svého režimu pokoušeli integrovat, velmi negativně byli od počátku zaměřeni především vůči sociálním demokratům, komunistům a levicovým odborům.
Daná problematika je však obtížně diskutovatelná kvůli neostrosti pojmů pravice a levice i posunům jejich vnímání v čase a prostoru. Je potřeba říci, že kontinentální pravicové myšlení (a německé zvláště) si na rozdíl od anglosaského v průběhu 19. století nepřivlastnilo agendu ekonomického liberalismu. Jeho snahou byla konzervace jádra společenských poměrů fungujících před vznikem Francouzské revoluce 1789 a obhajoba závazného nadindividuálního a mimoracionálního étosu, který tuto společnost legitimizuje. Pravicová diskuse v 19. století dospěla k akcentaci „spontánního řádu“, který není primárně ekonomickým principem, ale má zejména zakotvení v tradicích, nepsané a transhistorické společenské hierarchii, monarchistických, aristokratických nebo jiných elitářských principech. Na přelomu 19. a 20. století, vlivem Darwinových a Nietzscheových úvah a zvyšující se prestiže přírodních věd, byl tento řád obzvláště v Německu interpretován v naturalistických kategoriích, pomocí eugenických principů, ideologií krve a půdy (Blut und Boden). Rovněž nelze přehlížet vysokou prestiž pojmu státu v německém konzervativním myšlení (Georg Wilhelm Friedrich Hegel, Johann Jakob Bachofen). Konzervativní pravicové myšlení v románských a zejména ve středoevropských zemích z těchto pozic silně vymezuje vůči individualismu a individuálnímu ekonomickému podnikání (laissez-faire), vůči opovrženíhodné snaze řešit společenské problémy parlamentarismem a argumentační diskusí, vůči emancipaci nových společenských vrstev (dělnictva, svobodné inteligence, Židů, menších i slovanských národů) a vůči narušování tradiční stavovské hierarchie. Těchto kulturních podnětů svérázně využil i nacismus.
Ani pojem socialismus využitý také v názvu a ideologii nacistické strany NSDAP nelze chápat jako jednoznačný projev návaznosti na levicové dědictví. Ve 20. letech 20. století ekonom a politický filosof Werner Sombart ve svém semináři představil celkem 260 v literatuře doložených pojetí socialismu, od pravicových po levicové. Samotný pojem socialisté se objevuje v teologické literatuře druhé poloviny 18. století v Itálii, kdy jsou takto nazýváni autoři zpochybňující z rozličných pozic principy přirozeného práva. Čilou polemiku o socialismus napříč politickým spektrem dokládá v roce 1848 také Marxův Komunistický manifest. Marx zde doporučuje termín komunismus právě z toho důvodu, že k socialismu se před rokem 1848 běžně jednak hlásilo mnoho konzervativců, v rámci útoku na kapitalismus z pravicových pozic, tak i liberálů usilujících o určitý „kapitalismus s lidskou tváří“.

### Sporná otázka pravolevé klasifikace nacismu
Od poloviny 20. století někteří neoliberálové zpochybňují afinitu nacismu k politické pravici a nacismus řadili na levici jako radikální vyústění socialismu: to pro jeho komunitarismus a státem řízené zásahy do ekonomiky. Mezi prvními tak učinil obhájce klasického liberalismu Friedrich August von Hayek v roce 1944. Hayek odmítal názor, že by nacionální socialismus byl (pravicovou) reakcí na vzestup socialismu. Naopak mínil, že konflikt mezi nacionálními socialisty a ostatními socialistickými silami v Německu byl pouhým bojem mezi soupeřícími socialistickými frakcemi. Hayek dále uváděl, jak se někteří bývalí komunisté a socialisté v Německu stali stoupenci nacionálního socialismu, podobně jak se v Itálii stal někdejší zapálený stoupenec marxismu Benito Mussolini vůdcem fašistického hnutí. Dle Hayeka také socialisté, pokud mluví o socialismu, nepožadují světový internacionální socialismus a neuvažují o rovnoměrném rozdělení kapitálových zdrojů mezi všechny lidi světa. Socialisté dle něho zůstávali zpravidla v hranicích svých států a socialismus slouží partikulárním zájmům a není pro cizince. Socialisté byli podle něj navíc více či méně nacionalističtí. Problémem používání Hayekovy interpretace zůstává fakt, že on sám prakticky neoperuje pojmy pravice a levice a že používá značně maximalistický význam slova socialismus, do kterého výslovně zahrnuje mnohé konzervativní tendence a směry, a klade je do opozice k jím samotným obhajovanému liberálnímu pojetí.
Jeho pohled, řadící nacistickou myšlenku mezi proudy socialismu, kromě samotného názvu strany, podporuje i slogan, na němž nacisté postavili svou hospodářskou politiku: „Zájem společnosti má přednost před zájmem jednotlivce“ (v originále „Gemeinnutz geht vor Eigennutz“). Ten je v ostrém kontrastu s liberálními pravicovými myšlenkami, zastávajícími taktiku Laissez faire (francouzsky: „Nechat být“), kterou nacisté porušovali nejen v ekonomickém, ale i v mnoha dalších směrech (viz např. projekty Lebensraum, Kinderheimat).
Richard J. Evans naproti tomu argumentuje, že přestože měli nacisté ve svém názvu „socialismus“, jejich reálná politika a postoje vůči levici ukazují, že se socialismem v tradičně levicovém pojetí neměli nic společného. Proti Hayekovu a Misesovu tvrzení se vymezuje tím, že řízené hospodářství je z hlediska pravolevého dělení irelevantní, protože Německo bylo jednak ve válečném stavu a etatismus sám o sobě dle Evanse není validním identifikátorem levice, jelikož může sloužit jak pravicovým cílům (kapitalismus, konzervatismus, privilegismus) úplně stejně jako těm levicovým (rovnostářství, sociální koheze). I sociální program NSDAP podle něj sloužil čistě jako propaganda, jak se zalíbit lidem, protože v praxi nebyl a ani neměl být naplněn. Nacisté vedle toho zavedli daňový mix, který šel na ruku továrníkům, a zlikvidovali levicové/socialistické odbory, které nahradily svými (Deutsche Arbeitsfront), v praxi nefunkčními. Zrušily zákony chránící zaměstnance a zprivatizovali velké státní podniky, čímž posílili moc soukromých vlastníků, kteří měli na agendu NSDAP velký vliv.
Karl Dietrich Bracher Hayekovu výkladu dále oponuje tím, že nacisté měli od počátku značnou podporu v silně pravicově orientovaných kapitalistických kruzích. Sám Hitler pak po volbách do Reichstagu spolupracoval s pravicovými stranami, zatímco všechny od nalevo od středu tvrdě potíral. Sám nacismus stavěl do opozice vůči komunismu a marxismu. Podle Jean-Pierra Faye je při dělení pravice a levice rozhodující pohled na sociální rovnost, kterou nacismus (na rozdíl od socialismu) otevřeně odmítal.
Hayekův učitel, Ludwig von Mises, proti tomuto výkladu přitom vystupuje poprvé už v roce 1922, tedy více než celou dekádu před nástupem nacismu v Německu. Ve své knize Socialismus označuje pokusy o pozměnění všeobecně přijímané definice socialismu za snahu o jeho ochránění před nevyhnutelnou zdrcující kritikou. Doslova píše: „Socialistické hnutí často mění názvy pro svůj vysněný cílový stav. Každá zdiskreditovaná nálepka je nahrazena novou, která opět vzbudí naděje na řešení neřešitelného základního problému socialismu.“ Podle něj jediným skutečným ukazatelem toho, zda dané myšlenky jsou socialistické či nikoli, je pouze typ vlastnictví, které daná ideologie preferuje. Cílem socialismu je tak transformace vlastnictví výrobních prostředků ze soukromého vlastnictví k vlastnictví organizovanému společensky, tedy státem. V duchu této definice pak v pozdějších vydáních zmíněné knihy shrnuje důvody, proč je nacismus pouze radikální formou nacionálního socialismu, který srovnává s internacionálním socialismem, jehož radikální formou je pak komunismus.

## Nacismus a náboženství
Některými jedinci byla navrhována syntéza učení protestantských církví s germánským novopohanstvím. Takové bylo takzvané ario-křesťanství Jörga Lanz von Liebenfelsa, které navazovalo na podobný starší projekt Paula de Lagarde z konce 19. století. Nacistický režim však podobné synkretické myšlenky přijímal zdrženlivě. Nechtěl totiž ohrozit pragmatické spojenectví s velkými křesťanskými církvemi. Luterské církve se podvolily nacistickému režimu velmi hladce. Uchopení moci Adolfem Hitlerem v roce 1933 vyvolalo nadšení v mnoha bohoslovcích i laicích a hnutí Německých křesťanů (Deutschen Christen, zkratka DC) získalo během prvních měsíců roku 1933 většinu v reprezentativních orgánech církví na všech úrovních. Němečtí křesťané nebyli samostatnou organizační jednotkou, ale názorovou platformou, která do tradiční luterské teologie inkorporovala vůdcovský princip, německý šovinismus, militarismus, rasismus a antisemitismus. Opoziční menšinou v německé luterské církvi se stal tzv. Nouzový spolek farářů, k němuž patřili Martin Niemöller a Dietrich Bonhoeffer. Jejich nesouhlas s ideologií Německých křesťanů byl však formulován jen teologicky, ne politicky. Většina z nich se dostala do vnitrocírkevní izolace, Niemöller byl v letech 1937–1945 vězněn v koncentračním táboře.
Na římský katolicismus hleděl nacistický režim o mnoho podezíravěji. Katolickou dogmatiku nebylo snadné spojovat s nacionalismem, také pro souvislost církve se zahraničním centrem (Řím, Vatikán). Konkordát papeže Pia XI. s Hitlerovým režimem však přispěl k začlenění katolíků do nacistického režimu, ačkoli na desítky německých katolických duchovních individuálně dopadla perzekuce.
S krajním nepřátelstvím se nacisté chovali k různým radikálním protestantským církvím a sektám (Svědkové Jehovovi), zvláště kvůli jejich přísně apolitické orientaci a odmítání vojenské služby.

## Nacistická ideologie a její vztah k přírodě
Nacisté spojovali současnou civilizaci s židovsko-křesťanskou tradicí a sami sebe naopak ztotožňovali s pohanskou minulostí. Prohlašovali o sobě, že jsou zvláštním poutem svázáni s přírodou, a tudíž své nepřátele považovali za bytosti, které jsou v rozporu s přírodou. Přírodu vnímali jako říši absolutního pořádku, jež je v protikladu vůči chaosu způsobeném civilizací. Nacisté obdivovali především přírodu drsnou a neúprosnou, v níž fungoval jasný řád a pevná hierarchie. Přírodu, v níž platilo, že silnější a agresivnější vítězí, zatímco slabí jsou odsouzeni k zániku. Skoro všechny prvky moderního světa, včetně demokracie, byly považovány za úpadkové a na síle získával kult divokých zvířat. Nacisté se v tomto brutálně antihumanistickém duchu snažili nahradit složitost parlamentní demokracie jedinou pevně danou hierarchickou strukturou, v níž měl každý jednotlivý živý tvor své přesně dané místo, a ti, kteří do tohoto systému nezapadali, měli být zničeni – bez ohledu na to, zda se jedná o lidi či jiné živé tvory. V tomto ohledu nacismus myšlenkově navazoval na některé závěry Friedricha Nietzscheho a jeho kult predátorů, který následně rozvíjel Oswald Spengler. Nacisté rovněž uznávali myšlenky Charlese Darwina, které si ovšem upravili, přesněji řečeno pokřivili k obrazu svému tak, aby plně korespondovaly s jejich představou světa jako místa, kde přežívají ti nejzdatnější, kde se vede neustálý konkurenční boj, kde vládne přirozený výběr, a to jak mezi jednotlivci, tak i mezi národy a lidskými rasami. Charlese Darwina však nacisté přijímali jen s výhradami, jelikož teorie evoluce byla v rozporu s jejich představou o čistotě árijské rasy. V tomto ohledu byla pro nacistickou ideologii přijatelnější myšlenka známá jako polygeneze, tedy to, že různé lidské rasy byly stvořeny odděleně.

### Ochrana přírody
Kladný vztah k přírodě a ke zvířatům se v nacistickém Německu projevil i v praxi, když právě v tomto období vznikl na území Německa značný počet nových přírodních rezervací a rozsah městských parků se zvětšil na dvojnásobek. Děsivým paradoxem je to, že v době, kdy byli v nacistických koncentračních táborech mučeni a zabíjeni lidé, přijalo právě nacistické Německo jedny z nejpřísnějších zákonů na ochranu zvířat, jaké tehdy vůbec na světě existovaly. Nacistické zákony na ochranu zvířat byly velmi detailně propracované a měly vysokou lékařskou a právní úroveň. Už v první verzi z roku 1933 je např. přísně postihováno týrání zvířat, je zakázáno užívání psů při honech, je regulována kastrace zvířat a je stanoveno maximální množství práce, které může být požadováno od zvířat na polích nebo v dolech. Další ustanovení omezovalo vědecké a lékařské experimenty na zvířatech, které se směly provádět jen výjimečně a s výslovným povolením ministerstva vnitra (přičemž v koncentračních táborech se prováděly drastické „vědecké“ pokusy na lidech zcela bez omezení). Na zákon z roku 1933 navazovala postupně celá řada dalších zákonů na ochranu přírody a zvířat, které byly vydávány a vylepšovány až do úplného konce režimu. Většina těchto zákonů byla údajně sestavena pod dozorem samotného Hitlera. Nesmírný důraz je v těchto zákonech kladen především na to, aby zvířata nepociťovala sebemenší bolest  – ať už během chovu, při přepravě nebo třeba během porážky (veřejnosti byly na obhajobu zákona promítány záběry z rituálních, tzv. košér, porážek například v antisemitském filmu Věčný žid). V roce 1934 byl vydán lovecký zákon, který např. zakazoval v lesích kladení pastí a rovněž používání celé řady střeliva, jehož použití by mohlo zvěři způsobit nepřiměřenou bolest. Ohrožené druhy se nesměly lovit vůbec. O tom, jak byly tyto zákony na ochranu lesní zvěře dodržovány, si lze ovšem udělat obrázek z toho, že nejvyšší osobou v oblasti ochrany přírody byl jmenován nadšený lovec lesní zvěře Hermann Göring. Přesto však platí, že nacistický zákon na ochranu zvířat byl natolik propracovaný, že se s několika úpravami udržel v západních sektorech Německa až do roku 1974. Přísný nacistický zákon o metodách zabíjení zvířat z roku 1933 zůstal dokonce v platnosti až do roku 1997.

### Přírodní vědy
Přední místo mezi vědami v nacistickém Německu převzala biologie  a další přírodní vědy. Vědecké a filozofické myšlenky německých biologů prostupovaly prostřednictvím vzdělávacího systému celou společností. Analogií z oblasti ekologie lesů a polí se užívalo při objasňování, jak funguje společnost, a živočišná říše se stala modelem pro nacionálně socialistický stát, v němž měly být přirozené přírodní biologické mechanismy nahrazeny zákonem – tedy přirozený přírodní výběr měl být nahrazen umělým, jinak řečeno „slabé“ bylo třeba zabít, protože jinak by automaticky nevymřeli. Mezi nejvíce státem podporované přírodní vědy patřila v nacistickém Německu psychologie zvířat (v roce 1936 byla založena Německá společnost pro zvířecí psychologii), zoologie a etologie. Výsledky výzkumů získané v oblasti křížení u zvířecích druhů pak hrály roli pro další rozvoj pseudovědeckých oborů jako např. eugenika a rasová hygiena. Řada vědců, kteří pracovali pro nacistickou vládu a často se podíleli na značně kontroverzních a morálně pochybných výzkumech, byla po válce rehabilitována a pokračovala ve vědecké práci i v poválečném Německu. Asi nejznámějším příkladem je nacista Konrad Lorenz, který získal v roce 1973 Nobelovu cenu za fyziologii a medicínu.

### Kult vlka
Nacisté se identifikovali s dravci a své identifikace využívali k ospravedlnění zabíjení, prováděného jen s nepatrnými zábranami. Z velkých dravců, zejména pak z vlka vytvořili symbol své moci. Typickou metaforou moci a jejich dominantního postavení se stala nelítostnost vlka. Nacisté se neustále dovolávali psů a vlků jako vzoru, pokud jde o vlastnosti, které oni sami chtěli rozvíjet. Jednalo se především o věrnost, dodržování hierarchie, divokost, odvahu, poslušnost a krutost. Hitlerovo krycí jméno znělo Wolf (Vlk), místa, která mu sloužila jako hlavní stan, se nazývala Wehrvolf (Vlkodlak), Wolfschlucht (Vlčí rokle) a Wolfschanzel (Vlčí doupě). Příslušníky SS označoval Hitler za smečku vlků, plán infiltrovat skupiny nepřátelské nacistickému hnutí byl znám jako operace Vlkodlak a vlkodlaci se říkalo také členům Hitlerjugend, kteří byli nasazeni do bojů těsně před koncem války. Nacistické Německo se také stalo vůbec první zemí na světě, která v roce 1934 vydala zákon na ochranu vlků. Zcela v rozporu s identifikací s dravci bylo ovšem vegetariánství, které bylo mezi čelnými představiteli nacistické vlády populární. Adolf Hitler byl vegetarián, stejně tak Rudolf Hess, Joseph Goebbels a také nadšený okultista Heinrich Himmler. Himmler dokonce nařizoval velitelům SS pojídat vegetariánskou stravu.

## Příčiny podpory

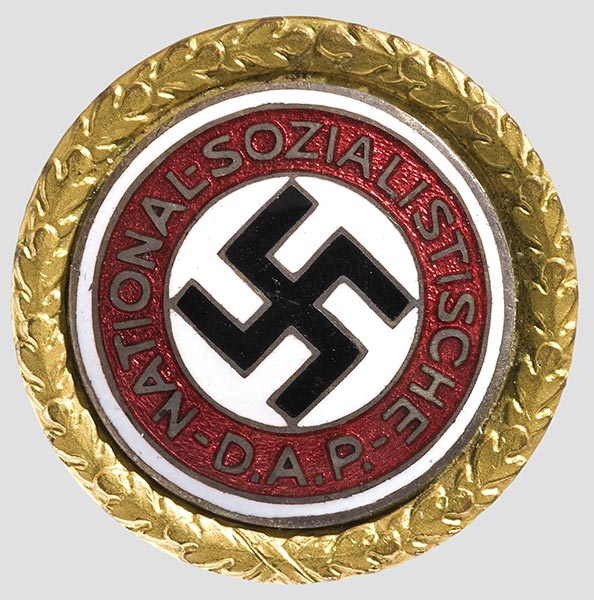
Zlatý stranický odznak NSDAP

Za příčiny počáteční vysoké podpory nacistického hnutí jsou považovány:
- Nacionalismus, v té či oné formě běžný v 19. a 20. století.
- Nesnášenlivost k Židům, judaismu i sionismu – tradiční antisemitismus
- Krize autority v Německu, široká poptávka po „vládě tvrdé ruky“, která překoná nepořádky demokracie.
- Odmítnutí komunistické ideologie jakožto židobolševické, strach z revoluce.
- Vysoké válečné reparace po první světové válce, které Německo nebylo schopno splácet, celospolečenský otřes z výsledků války.
- Ekonomická krize, hyperinflace zapříčiněná též reparacemi, nakonec nekontrolovatelná, a z ní vznikající chudoba.
- Nedostatečně vyvinutá demokracie, odevzdávání osudu do rukou „elit“, touha po silné autoritativní vládě.

## Symbolika nacismu
Nejznámějším symbolem nacismu byla svastika (nazývaná také hákový kříž).
Adolf Hitler se o hlavní vlajce nacismu (také nazývaná Hitlerova vlajka) vyjádřil: „Jako národní socialisté vidíme v naší vlajce náš program. V červené barvě vidíme sociální myšlenku našeho hnutí, v bílé barvě nacionalistickou myšlenku, v hákovém kříži roli boje za vítězství árijského člověka a současně s tím také myšlenku vítězství tvůrčí práce, která byla vždy antisemitská a antisemitská vždycky bude.“
Prvky jako např. hákový kříž se objevovaly i na platidlech tehdejšího Německa.

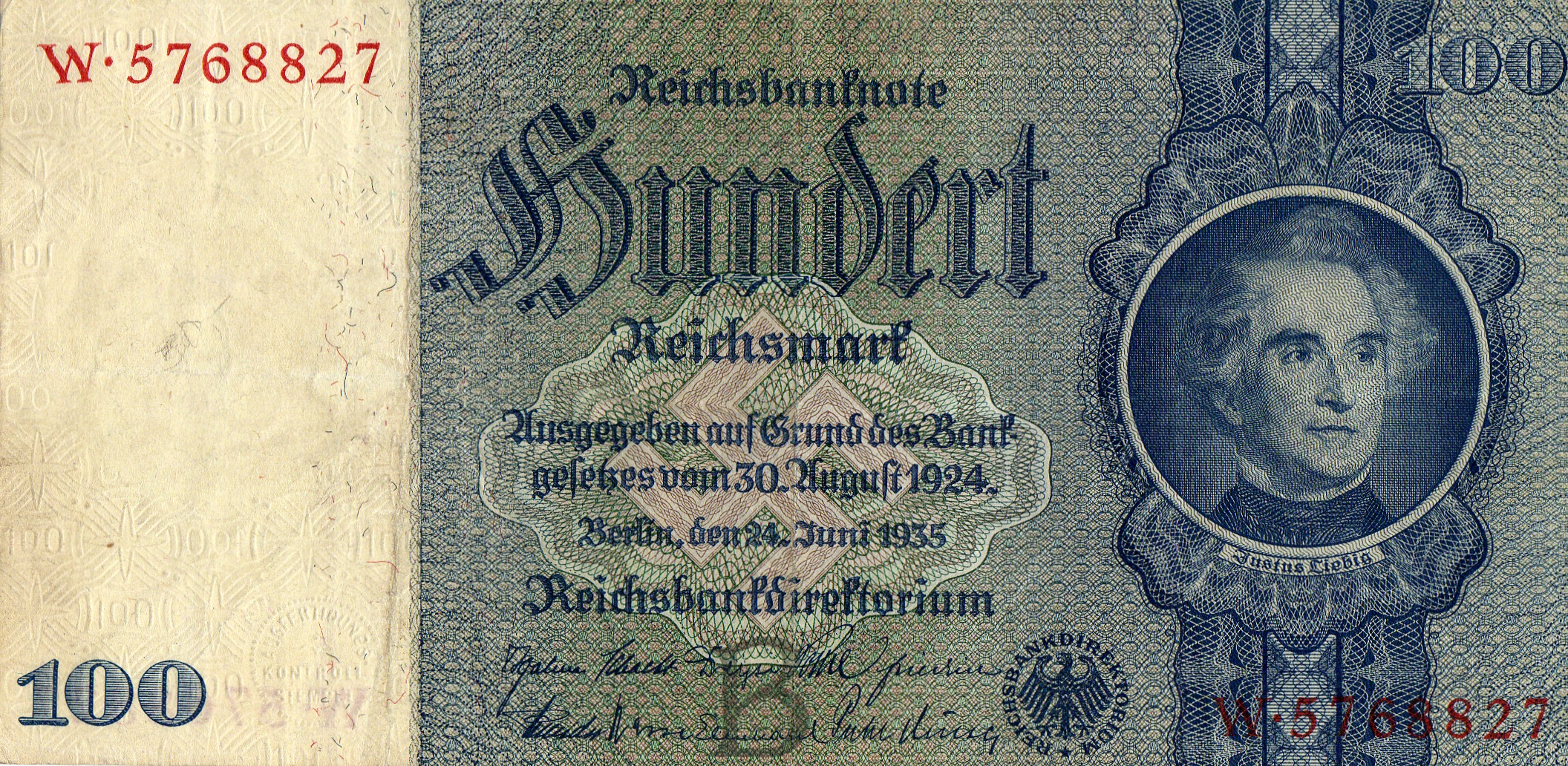
Bankovka v hodnotě sta Říšských marek, vydaná v Berlíně, dne 24. června 1933
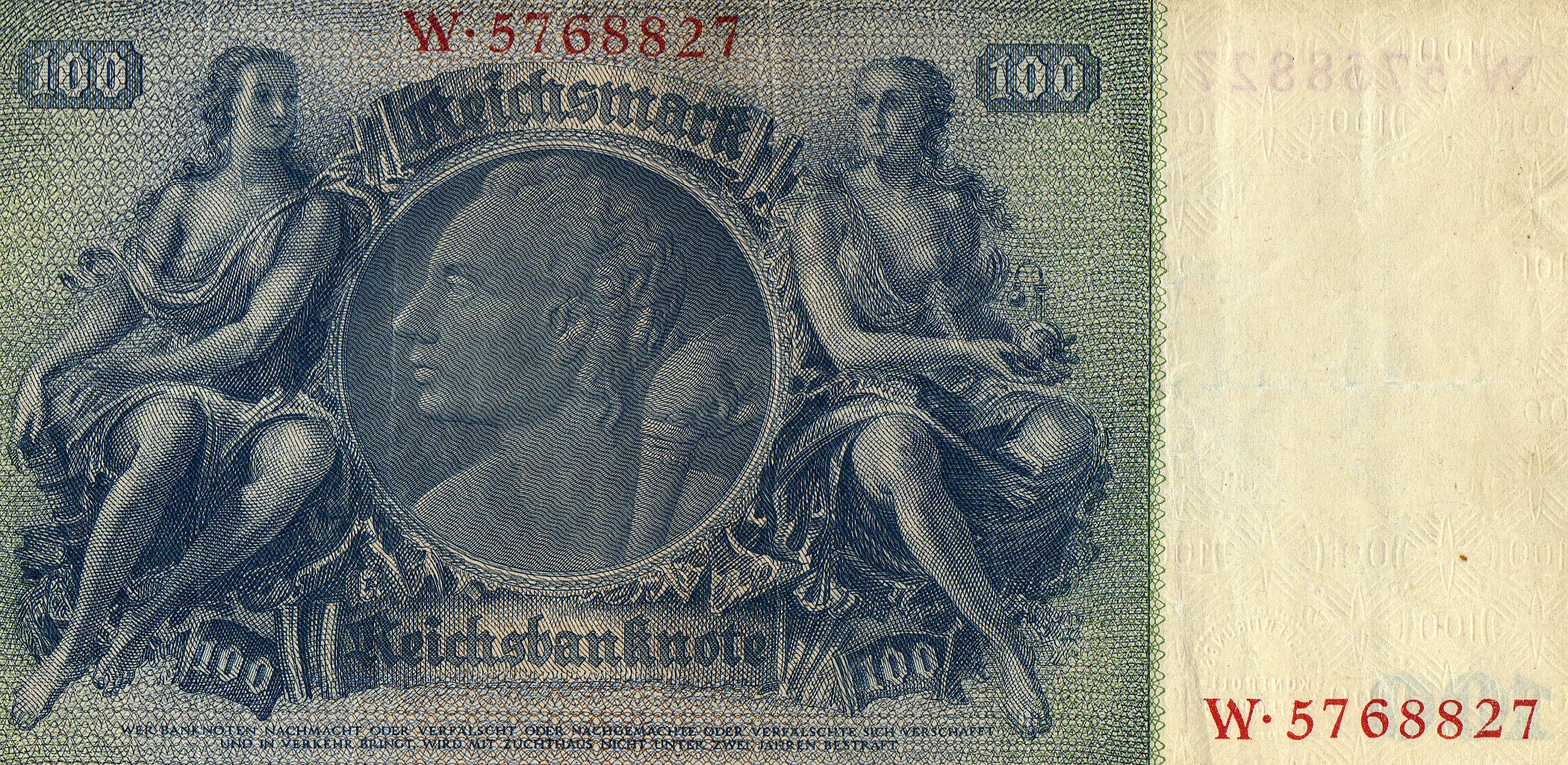
Rubová strana bankovky

Nacistická symbolika výrazně čerpala z germánských pohanských a starých indoevropských znaků (např. runy).

## Odpůrci nacismu na území Německa 1933–1945
Opozice v nacistickém Německu byla nepočetná a nejednotná a pohnutky jednotlivých odpůrců nacistické ideologie se značně lišily – mohly být politické (např. komunisté a sociální demokraté), morální (církve), ale také mocenské jako v případě armádní generality. Část mládeže se stavěla proti nacismu kvůli totalitní uniformitě a spoustu lidí pobuřoval způsob, jak nacisté zacházeli s Židy a dalšími etniky. Celkově však v nacistickém Německu nebyl odpor proti nacismu jednotný a vycházel z různých příčin. V Německu tak nikdy nepovstala soudržná a masová opozice proti nacistickému režimu a jeho státní ideologii.

## Poválečné Německo a Rakousko
Více než 60 let po válce vyšlo najevo, že vliv bývalých nacistů na poválečné vlády v Západním Německu byl ve skutečnosti větší, než se původně předpokládalo. Ještě v roce 1957 tvořili bývalí nacisté až 77 % vedoucích pracovníků na západoněmeckém ministerstvu spravedlnosti. Západoněmecké ministerstvo zahraničí pomáhalo nacistům na útěku a podle poslance SPD Fritze Erlera „Neexistuje jiné spolkové ministerstvo, které by zachovávalo větší kontinuitu s nacistickou minulostí.“ Podle historika Michaela Wildta, „Hlavním problémem je otázka kontinuity. Řada vládních institucí, které existovaly již za nacismu, má teoreticky podíl na zločinech proti lidskosti. A pokud vznikaly nové demokratické instituce, obsadili je ihned bývalí nacisté, kteří následně zametli stopy z minulosti.“
Spolkový kancléř Kurt Georg Kiesinger byl před rokem 1945 členem NSDAP, stejně jako prezident Walter Scheel. Nacistickou minulost mělo celkem pětadvacet západoněmeckých ministrů. Nacistickou minulost měli také někteří rakouští ministři. Rakouský prezident a generální tajemník OSN Kurt Waldheim byl podle rakouského magazínu Profil za války členem štábu, který organizoval deportace řeckých Židů do nacistických vyhlazovacích táborů. Spolkový kancléř Konrad Adenauer měl za svého hlavního poradce a spolupracovníka bývalého nacistu Hanse Globkeho, který se jako právník na ministerstvu vnitra podílel na tvorbě protižidovských norimberských zákonů. Globke umožnil mnoha bývalým nacistům práci v západoněmecké zpravodajské službě BND.